# Sogdiano di Persia
Sogdiano (V secolo a.C. – 424 a.C.) fu gran re dell'Impero achemenide nel 424-3 a.C..

## Re di Persia
Figlio di Artaserse I e della concubina Alogyne, salì al trono nel 424 a.C. dopo aver eliminato il fratellastro e legittimo erede Serse II. Fu ucciso dopo appena 7 mesi di regno dal fratellastro Oco, satrapo dell'Ircania, che si impadronì del trono con il nome di Dario II e che condannò Sogdiano alla pena del soffocamento nella cenere poiché gli aveva promesso che non lo avrebbe ucciso né con la spada, né con il veleno, né per la fame.

## Re d'Egitto
Anche Sogdiano, pur non avendo mai assunto effettivamente la regalità sull'Egitto e non essersi attribuito la titolatura corrispondente, viene considerato da Manetone come facente parte della XXVII dinastia.